# 伊高伊·迪安瑙
伊高伊·迪安瑙（匈牙利語：Igaly Diána，1965年1月31日—2021年4月8日），匈牙利女子射击运动员。她曾代表匈牙利参加1992年、2000年、2004年和2008年夏季奥林匹克运动会射击比赛，共获得一枚金牌和一枚铜牌。